# Ángel Fernández
Ángel Fernández Pérez, född 16 september 1988, är en spansk handbollsspelare som spelar för Limoges HB och det spanska landslaget. Han är högerhänt och spelare som vänstersexa. 

## Meriter i urval
Med klubblag
- EHF Champions League-mästare: 2022
- Polsk mästare: 2019, 2020, 2021
- Polsk cupmästare: 2019, 2021
- Spansk mästare: 2022
- Copa del Rey: 2022
- Copa ASOBAL: 2022

Individuella utmärkelser
- All-Star Team som Bästa vänstersexa vid VM 2023